# Plunderer
Plunderer (プランダラ, Purandara, litt. « Le Pilleur ») est une série de manga écrite et dessinée par Suu Minazuki. L'histoire suit les aventures d'une jeune fille nommée Hina qui est à la recherche de l'As légendaire à la suite de la demande de sa défunte mère et est accompagnée par l'épéiste Licht Bach. Le manga a été prépubliée dans le magazine Monthly Shōnen Ace de Kadokawa Shoten depuis décembre 2014 au avril 2022.
Une adaptation en une série télévisée d'animation par le studio Geek Toys est diffusée pour la première fois entre le 9 janvier et le 25 juin 2020,.

## Synopsis
En l'an 305 du calendrier d'Alcia, où dans un monde régit par les nombres, chaque humain est doté d'un « Compte » (数字, Kaunto) marqué quelque part sur leur corps, celui-ci peut correspondre à n'importe quoi ; néanmoins quand il tombe à zéro, la personne est engloutie par l'Abysse. C'est ce qui est arrivé à la mère d'Hina qui, dans un dernier instant, lui a demandé de retrouver « l'As légendaire » (伝説の撃墜王, Densetsu no gekitsui-ō, « légendaire Baron Rouge »). Dans son parcours, Hina fait la rencontre d'un étrange épéiste masqué nommé Licht Bach…

## Personnages
Licht Bach (リヒトー・バッハ, Rihitō Bahha) / Rihito Sakai (坂井 離人, Sakai Rihito)
Voix japonaise : Yoshiki Nakajima (ja),
Personnage principal de la série. Un épéiste aux cheveux blancs et aux yeux rouges après son opération et qui porte également un étrange masque pour cacher ses expressions. Son Compte est particulier car il est négatif, il correspond au nombre de femmes qui l'ont rejeté. Toutefois celui-ci n'est pas son véritable compte, en effet, il possède un autre compte gravé sur la lame de son sabre correspondant au nombre de personnes qu'il a vaincues. Il est en réalité l'un des légendaires barons rouges. Comme chaque As, il porte un masque; le sien est blanc, couvrant l'intégralité de son visage avec une larme de sang coulant sous l’œil.
Hina (陽菜)
Voix japonaise : Rina Honnizumi (ja),
L'héroïne principale de la série. Une jeune fille aux cheveux bleu clair. Elle voyage avec une « Urne originel » (オリジナルバロット, Orijinaru barotto), suivant les dernières paroles de sa mère juste avant qu'elle ne soit envoyée dans l'Abysse. Le Compte de Hina correspond au nombre de centaines de kilomètres qu'elle a parcouru.
Nana (ナナ)
Voix japonaise : Shizuka Itō,
L'attirante gérante d'une taverne itinérante aux cheveux argentés. Son Compte correspond au nombre de personnes qui lui disent que ses plats sont délicieux. Il s'agit néanmoins de la première as et est secrètement amoureuse de Licht.
Jail Murdoch (ジェイル・マードック, Jeiru Mādokku)
Voix japonaise : Yūichirō Umehara,
Un lieutenant des Forces armées royales d'Alcia (アルシア王立国軍, Arushia ōritsu kokugun) qui est également le chef de la compagnie Gefängnis (ゲフェニングス, Gefeningusu). Son Compte à la grandeur de sa conviction.
Lyne Mei (リィン・メイ, Ryin Mei)
Voix japonaise : Ari Ozawa (ja),
Une Sergent-major des Forces armées royales d'Alcia. Elle cherche à être promue afin d'allonger sa jupe. Son Compte correspond au nombre de personnes qu'elle a aidés. Ses coups de pied sont si puissants qu'elle est capable de briser des arbres. Après avoir été sauvée par Licht, cette dernière tombe aussi amoureuse de celui-ci.
Pele Poporo (ペレ・ポポロ, Pere Poporo)
Voix japonaise : Aoi Ichikawa (ja),
Un Sergent des Forces armées royales d'Alcia. Il termine ses phrases par « ssu » (ッス). Les critères pour son Compte sont inconnus. Il suit le sergent major Lyne dans la plupart de ses projets et même s'il se montre parfois rude avec celle-ci, il l'affectionne particulièrement.
Mizuka Sonohara (園原 水花, Sonohara Mizuka)
Voix japonaise : Aoi Yūki,
Une commandante d'une unité spéciale de l'armée d'Alcia. Elle est l'as de la poursuite.
Alexandrov Grigorovich (Arekusandoro Guregorīvuitchi) / Alan (アラン, Aran)
Voix japonaise : Hiroki Tōchi (ja),
Schumelmann Bach (シュメルマン・バッハ, Shumeruman Bahha)
Voix japonaise : Toshihiko Seki,
Nikola (ニコラ, Nikora)
Voix japonaise : Kōji Yusa,
Taketora Dōan (道安 武虎, Dōan Taketora)
Voix japonaise : Satoshi Hino (ja),
Tokikaze Sakai (坂井 時風, Sakai Tokikaze)
Voix japonaise : Kaito Ishikawa,
Firenda (フィレンダ)
Voix japonaise : Kotono Mitsuishi,
Asumi Sumitani (住谷愛純, Sumitani Asumi)
Voix japonaise : Yūkimi Hayase (ja),
Kyōka Narumiya (成宮杏華, Narumiya Kyōka)
Voix japonaise : Tamaki Orie (ja),
Saki Ichinose (一ノ瀬咲, Ichinose Saki)
Voix japonaise : Miyu Kubota (ja),
Genji Akui (阿久井玄治, Akui Genji)
Voix japonaise : Yōhei Azakami (ja),
Kyōhei Suda (須田恭平, Suda Kyōhei)
Voix japonaise : Tomohito Takatsuka (ja),

## Productions et supports

### Manga
Plunderer (プランダラ) est écrit et dessiné par Suu Minazuki. La série est lancée dans le numéro de février 2015 du magazine de prépublication de shōnen manga Monthly Shōnen Ace, sorti le 26 décembre 2014. La sérialisation s'est terminée le 26 avril 2022. Les chapitres sont rassemblés et édités dans le format tankōbon par Kadokawa Shoten avec les deux premiers volumes publiés en juillet 2015 ; la série compte à ce jour vingt-et-un volumes tankōbon.

Logo original de la série.

En Amérique du Nord, la maison d'édition Yen Press publie la version anglaise de la série depuis mars 2019,.

#### Liste des volumes
| no | Japonais         | Japonais          |
| no | Date de sortie   | ISBN              |
| -- | ---------------- | ----------------- |
| 1  | 25 juillet 2015  | 978-4-04-103329-6 |
| 2  | 25 juillet 2015  | 978-4-04-103330-2 |
| 3  | 26 novembre 2015 | 978-4-04-103331-9 |
| 4  | 26 avril 2016    | 978-4-04-103913-7 |
| 5  | 26 juillet 2016  | 978-4-04-103914-4 |
| 6  | 26 décembre 2016 | 978-4-04-104877-1 |
| 7  | 26 mai 2017      | 978-4-04-104878-8 |
| 8  | 26 août 2017     | 978-4-04-105995-1 |
| 9  | 26 février 2018  | 978-4-04-106562-4 |
| 10 | 26 juin 2018     | 978-4-04-107048-2 |
| 11 | 26 novembre 2018 | 978-4-04-107612-5 |
| 12 | 26 mars 2019     | 978-4-04-107613-2 |
| 13 | 26 juillet 2019  | 978-4-04-108694-0 |
| 14 | 26 décembre 2019 | 978-4-04-108696-4 |
| 15 | 25 avril 2020    | 978-4-04-109336-8 |
| 16 | 26 août 2020     | 978-4-04-109337-5 |
| 17 | 26 janvier 2021  | 978-4-04-111102-4 |
| 18 | 26 mai 2021      | 978-4-04-111381-3 |
| 19 | 26 octobre 2021  | 978-4-04-111828-3 |
| 20 | 26 février 2022  | 978-4-04-111829-0 |
| 21 | 24 juin 2022     | 978-4-04-112633-2 |

### Anime
Une adaptation en anime a été révélée dans le numéro d'avril 2018 du Monthly Shōnen Ace, publié le 18 février 2018,. Elle a ensuite été annoncée comme étant une série télévisée d'animation réalisée par Hiroyuki Kanbe au sein du studio d'animation Geek Toys avec des scripts supervisés par Masashi Suzuki, des character designs fournis par  Yuka Takashina, Yūki Fukuchi et Hiroki Fukuda et ainsi que la bande originale composée par Junichi Matsumoto chez Nippon Columbia,. La série est diffusée pour la première fois entre le 9 janvier et le 25 juin 2020 sur Tokyo MX et KBS, et un peu plus tard sur SUN, TVA, BS11 et AT-X,. La série est composée de 24 épisodes répartis dans quatre coffrets Blu-ray. Une projection en avant-première du premier épisode a eu lieu le 8 décembre 2019 au EJ Anime Theater Shinjuku de Tokyo en présence de Yoshiki Nakajima (ja), Rina Honnizumi (ja) et Ari Ozawa (ja).
Wakanim détient les droits de diffusion en simulcast de la série dans les pays francophones ; mais également en Allemagne, en Autriche, dans les pays nordiques et dans les pays russophones,,. En Amérique du Nord, la diffusion en simulcast est assurée par Funimation, qui prévoit également un doublage de la série en anglais,.
Les chansons des opening de la série sont interprétées par Miku Itō,. La chanson du premier ending est interprétée par Rina Honnizumi (ja) sous le nom de son personnage tandis que celle du second ending est interprétée par Rina Honnizumi (ja), Ari Ozawa (ja) et Shizuka Itō sous le nom de leur personnage,.

#### Liste des épisodes
| No | Titre français                     | Titre japonais     | Titre japonais           | Date de 1re diffusion |
| No | Titre français                     | Kanji              | Rōmaji                   | Date de 1re diffusion |
| -- | ---------------------------------- | ------------------ | ------------------------ | --------------------- |
| 1  | L'As légendaire                    | 伝説の撃墜王       | Densetsu no gekitsui-ō   | 9 janvier 2020        |
| 2  | Je te déteste !                    | だいっきらい！     | Daikkirai!               | 16 janvier 2020       |
| 3  | C'est l'uniforme, je n'y peux rien | 制服だから仕方ない | Seifukudakara shikatanai | 23 janvier 2020       |
| 4  | Teneur d'Urne                      | 違法所持者         | Barotto Horudā           | 30 janvier 2020       |
| 5  | Ne t'excuse pas, excuse-toi        | 謝るな，謝れ       | Ayamaru na, ayamare      | 6 février 2020        |
| 6  | Intuition                          | 勘                 | Kan                      | 13 février 2020       |
| 7  | C'était délicieux                  | 美味かったよ       | Umakatta yo              | 20 février 2020       |
| 8  | Le Démon de l'Abysse               | アビスの悪魔       | Abisu no akuma           | 27 février 2020       |
| 9  | Plunderer                          | プランダラ         | Purandara                | 5 mars 2020           |
| 10 | Sérieux                            | 本気               | Honki                    | 12 mars 2020          |
| 11 | Botte secrète                      | とっておき         | Totte oki                | 19 mars 2020          |
| 12 | Cérémonie d'entrée                 | 入学式             | Nyūgakushiki             | 2 avril 2020          |
| 13 | Le Ventre plein                    | 腹いっぱい         | Haraippai                | 9 avril 2020          |
| 14 | 7 minutes et 12 secondes           | 7分12秒            | Nana-bu jūni-byō         | 16 avril 2020         |
| 15 | La Brigade non létale              | 殺さない軍隊       | Korosanai guntai         | 23 avril 2020         |
| 16 | Une guerre pour éliminer           | 廃棄するための戦争 | Haiki suru tame no sensō | 30 avril 2020         |
| 17 | L'As des Frappes Éclairs           | 閃撃の撃墜王       | Sengeki no gekitsui-ō    | 7 mai 2020            |
| 18 | La Naissance d'Alcia               | アルシア誕生       | Arushia tanjō            | 14 mai 2020           |
| 19 | Tromperie                          | 浮気               | Uwaki                    | 21 mai 2020           |
| 20 | Pluie                              | 雨                 | Ame                      | 28 mai 2020           |
| 21 | Père                               | 父親               | Chichioya                | 4 juin 2020           |
| 22 | Promesse                           | 約束               | Yakusoku                 | 11 juin 2020          |
| 23 | Impardonnable                      | 許さない           | Yurusanai                | 18 juin 2020          |
| 24 | Mon As                             | 私の撃墜王         | Watashi no gekitsui-ō    | 25 juin 2020          |

### Musiques
| Saison    | Début                                             | Début      | Fin            | Fin                                                                  | Fin |
| Saison    | Titre                                             | Artiste(s) | Titre          | Artiste(s)                                                           |     |
| --------- | ------------------------------------------------- | ---------- | -------------- | -------------------------------------------------------------------- | --- |
| 1er cours | Plunderer                                         | Miku Itō   | Countless days | Hina (Rina Honnizumi (ja))                                           |     |
| 2d cours  | Kokō no hikari Lonely dark (孤高の光 Lonely dark) | Miku Itō   | Reason of Life | Hina (Rina Honnizumi (ja)),Lyne (Ari Ozawa (ja))& Nana (Shizuka Itō) |     |

### Annotations
1. ↑  La série est programmée pour la nuit du 8 janvier 2020 à 25 h 5, soit le 9 janvier à 1 h 5 JST.

### Sources
1. 1 2 3  (en) Crystalyn Hodgkins, « Plunderer Manga by Heaven's Lost Property's Suu Minazuki Gets Anime : "Heroic action fantasy" series launched in 2014 », sur Anime News Network, 18 février 2018 (consulté le 9 juillet 2019)
2. 1 2  (ja) « 水無月すうが描くアクションファンタジー「プランダラ」アニメ化企画進行中 », sur natalie.mu,‎ 30 juin 2019 (consulté le 9 juillet 2019)
3. 1 2  (ja) « 「そらのおとしもの」の水無月すう、エースで新作ファンタジーを連載開始 », sur natalie.mu,‎ 26 décembre 2014 (consulté le 9 juillet 2019)
4. 1 2  (en) « Suu Minazuki's Plunderer Manga Ends in 21st Volume (Updated) », sur Anime News Network, 27 février 2022 (consulté le 16 juin 2022)
5. 1 2  (en) « Plunderer Anime's 4th Promo Video Reveals More Cast, January 8 Debut : Aoi Yūki plays mysterious girl, Miku Itō's opening song also previewed for action fanta », sur Anime News Network, 8 décembre 2019 (consulté le 8 décembre 2019)
6. 1 2  (ja) « ONAIR・放送情報 », sur Site officiel,‎ 8 décembre 2019 (consulté le 8 décembre 2019)
7. 1 2 3 4 5 6 7 8 9 10 11 12 13 14 15 16 17 18 19  (ja) « STAFF&CAST スタッフ＆キャスト », sur Site officiel (consulté le 9 juillet 2019)
8. 1 2  (ja) « アニメ「プランダラ」キャストに中島ヨシキ＆本泉莉奈！2020年1月放送開始 », sur natalie.mu,‎ 5 juillet 2019 (consulté le 9 juillet 2019)
9. 1 2 3 4  (en) Egan Loo, « Plunderer Anime Casts Ari Ozawa, Aoi Ichikawa, Yuichiro Umehara, Shizuka Itou : Main characters' designs also posted for January 2020 fantasy anime », sur Anime News Network, 1er septembre 2019 (consulté le 1er septembre 2019)
10. ↑  (ja) « 「プランダラ」園原水花役は悠木碧、伊藤美来のOP聴けるPV第4弾公開 », sur natalie.mu,‎ 8 décembre 2015 (consulté le 8 décembre 2019)
11. 1 2  (en) Crystalyn Hodgkins, « Plunderer Anime Streams TV Ad, Reveals 2 New Characters : Funimation streams dub sneak peek for anime premiering on January 8 », sur Anime News Network, 26 décembre 2019 (consulté le 16 janvier 2020)
12. ↑  (en) Rafael Antonio Pineda, « Plunderer Anime's 2nd Half Casts Koji Yusa : Yusa plays mysterious soldier Nikola in 2nd half premiering on April 1 », sur Anime News Network, 20 mars 2020 (consulté le 25 mars 2020)
13. 1 2 3  (en) Egan Loo, « Plunderer Anime's 2nd Half Introduces More Cast in New Video : Satoshi Hino, Kaito Ishikawa, Kotono Mitsuishi join cast; Miku Itō's new song previewed », sur Anime News Network, 25 mars 2020 (consulté le 25 mars 2020)
14. 1 2 3 4 5  (en) Crystalyn Hodgkins, « Plunderer Anime Adds 5 More Cast Members : Miyu Kubota, Yōhei Azakami, more join cast for show's 2nd half », sur Anime News Network, 9 avril 2020 (consulté le 10 avril 2020)
15. ↑  (ja) « 【7月25日付】本日発売の単行本リスト », sur natalie.mu,‎ 25 juillet 2015 (consulté le 9 juillet 2019)
16. ↑  (ja) « 【6月24日付】本日発売の単行本リスト », sur natalie.mu,‎ 24 juin 2022 (consulté le 24 juin 2022)
17. ↑  (en) Karen Ressler, « Yen Press Licenses Happy Sugar Life, Kakegurui Twins Manga, Penguin Highway, Walk on Girl, Mirai Novels (Updated) : Also: Bungō Stray Dogs, Woof Woof Story, 86 novels; Yume de Mita Anoko no Tameni, Plunderer, Nyankees manga », sur Anime News Network, 8 juillet 2018 (consulté le 9 juillet 2019)
18. ↑  (en) « Plunderer, Vol. 1 : By Suu Minazuki », sur Yen Press, 26 mars 2019 (consulté le 9 juillet 2019)
19. ↑  (en) Crystalyn Hodgkins, « Oreimo's Hiroyuki Kanbe Directs TV Anime of Suu Minazuki's Plunderer Manga : RErideD's Geek Toys produces anime originally announced last year », sur Anime News Network, 21 mars 2019 (consulté le 9 juillet 2019)
20. ↑  (ja) « Blu-ray », sur Site officiel (consulté le 13 janvier 2020)
21. ↑  (ja) « 「プランダラ」ビジュアル公開、梅原裕一郎・伊藤静キャラにスポット当てたPVも », sur natalie.mu,‎ 18 novembre 2019 (consulté le 8 décembre 2019)
22. ↑  Wakanim (@Wakanim), « 🗡️ [ANNONCE SERIE] Votre vie ne tient plus qu'à un chiffre dans Plunderer, en janvier sur Wakanim ! », sur Twitter,‎ 5 décembre 2019 (consulté le 5 décembre 2019)
23. ↑  (de) « PLUNDERER », sur Wakanim (consulté le 5 décembre 2019)
24. ↑  (en) « PLUNDERER », sur Wakanim (consulté le 5 décembre 2019)
25. ↑  (ru) « PLUNDERER », sur Wakanim (consulté le 5 décembre 2019)
26. ↑  (en) Rafael Antonio Pineda, « Funimation Streams Plunderer TV Anime : Yoshiki Nakajima Rina Honnizumi star in January 2020 anime », sur Anime News Network, 4 juillet 2019 (consulté le 9 juillet 2019)
27. ↑  (en) Alex Mateo, « Plunderer Anime's English Dub Casts Eric Vale, Sarah Wiedenheft : Fantasy anime premieres in January 2020 », sur Anime News Network, 6 septembre 2019 (consulté le 8 décembre 2019)
28. 1 2 3  (ja) « アニメ「プランダラ」PV第2弾、小澤亜李・市川蒼へのインタビュー映像も », sur natalie.mu,‎ 5 octobre 2019 (consulté le 18 novembre 2019)
29. 1 2 3  (ja) « 第2クールOP主題歌・ED主題歌情報を公開！ », sur natalie.mu,‎ 17 mars 2020 (consulté le 18 mars 2020)

### Œuvres
Édition japonaise
1. 1 2  (ja) « プランダラ　１ », sur Kadokawa (consulté le 9 juillet 2019)
2. 1 2  (ja) « プランダラ　２ », sur Kadokawa (consulté le 9 juillet 2019)
3. 1 2  (ja) « プランダラ　３ », sur Kadokawa (consulté le 9 juillet 2019)
4. 1 2  (ja) « プランダラ　４ », sur Kadokawa (consulté le 9 juillet 2019)
5. 1 2  (ja) « プランダラ　５ », sur Kadokawa (consulté le 9 juillet 2019)
6. 1 2  (ja) « プランダラ　６ », sur Kadokawa (consulté le 9 juillet 2019)
7. 1 2  (ja) « プランダラ　７ », sur Kadokawa (consulté le 9 juillet 2019)
8. 1 2  (ja) « プランダラ　８ », sur Kadokawa (consulté le 9 juillet 2019)
9. 1 2  (ja) « プランダラ　９ », sur Kadokawa (consulté le 9 juillet 2019)
10. 1 2  (ja) « プランダラ　１０ », sur Kadokawa (consulté le 9 juillet 2019)
11. 1 2  (ja) « プランダラ　１１ », sur Kadokawa (consulté le 9 juillet 2019)
12. 1 2  (ja) « プランダラ　１２ », sur Kadokawa (consulté le 9 juillet 2019)
13. 1 2  (ja) « プランダラ　１３ », sur Kadokawa (consulté le 9 juillet 2019)
14. 1 2  (ja) « プランダラ　１４ », sur Kadokawa (consulté le 18 novembre 2019)
15. 1 2  (ja) « プランダラ　１５ », sur Kadokawa (consulté le 18 mars 2020)
16. 1 2  (ja) « プランダラ　１６ », sur Kadokawa (consulté le 6 septembre 2020)
17. 1 2  (ja) « プランダラ　１７ », sur Kadokawa (consulté le 3 décembre 2020)
18. 1 2  (ja) « プランダラ　１８ », sur Kadokawa (consulté le 8 mai 2021)
19. 1 2  (ja) « プランダラ　１９ », sur Kadokawa (consulté le 2 octobre 2021)
20. 1 2  (ja) « プランダラ　２０ », sur Kadokawa (consulté le 14 janvier 2022)
21. 1 2  (ja) « プランダラ　２１ », sur Kadokawa (consulté le 30 mai 2022)